# Retikulose
Retikulose ist ein uneinheitlich gebrauchter Begriff und heute als alleinige Bezeichnung lediglich von historischer Bedeutung.
„Retikulose“ bezeichnet sowohl in der Humanmedizin als auch in der Tiermedizin „Sonstige und nicht näher bezeichnete Typen des Non-Hodgkin-Lymphoms“, „Pseudolymphome“ oder „kutane Lymphome“, Synonym: Hautretikulose.
Ursprünglich im Jahre 1924 vom deutschen Pathologen Erich Letterer (1895–1982) für eine wie eine akute Leukämie aussehende, aber aleukämisch verlaufende Erkrankung eines Säugling geprägt für eine proliferative Erkrankung des Retikuloendothelialen Systems, wird damit meist die Abt-Letterer-Sive-Krankheit, eine Form der Langerhans-Zell-Histiozytose gemeint.
In zusammengesetzten Bezeichnungen findet sich Retikulose in der deutschen Wikipedia als:
- Aleukämische Retikulose für Abt-Letterer-Sive-Krankheit
- Eosinophile Retikulose für Hypereosinophilie-Syndrom
- Medullär histiozytäre Retikulose für Sonstige und nicht näher bezeichnete bösartige Neubildungen des lymphatischen, blutbildenden und verwandten Gewebes (ICD10 C96)[4]
- Reaktive Retikulose für Endocarditis lenta und für Borrelien-Lymphozytom[5]

Die medizinische Datenbank Orphanet führt zu diesem Stichwort folgende Erkrankungen:
- Pagetoide Retikulose, Synonyme: Lokalisierte pagetoide Retikulose, Typ Woringer-Kolopp; Epidermotrope Retikulose[6]
- Dermopathische Lymphadenitis, Synonym: Lipomelanotische Retikulose Pautrier-Woringer